# This Ain't a Scene, It's an Arms Race
"This Ain't a Scene, It's an Arms Race" är den första singeln från Chicago-bandet Fall Out Boys album, Infinity on High från 2007. Den spelades första gången på radio den 16 november, 2006 och läckte senare ut på internet. Den 21 november debuterade låten på American Music Awards gavs ut till alla radiostationer samma kväll.
Låten påstås handla om textförfattaren/basisten Pete Wentzs frustration med den ständigt växande "emo scenen". Som han sade till Rolling Stone, "Där finns säkert andra låtar på albumet som skulle blivit större radiohits, men den här hade rätt budskap." Wentz fick idén för vapenhandlare från filmen Lord of War. Det här gör låten ironisk med tanke på att en stor del av Fall Out Boys fans är emos. Väsentligt, låten gör narr av deras nyare fanbas. Låten bestå av ett disco/rock sound under verserna och brigden, som sedan följs upp av ett mer pop/punk sound i refrängen.

## Musikvideo
Musikvideon är regisserad av Alan Ferguson. Videon börjar med slutet av förra videon "Dance, Dance", troligen relaterad till "A Little Less Sixteen Candles, a Little More "Touch Me"" som spelas i början av "Dance, Dance" videon, det leder till att bandet lämnar videoinspelningen bland sina "fans", som några av dem visar sig vara kartongfigurer. basisten i bandet, Pete Wentz, syns hoppa in i en Lamborghini Murciélago bland paparazzi och fans.

## Annat
- Under begravningsscenen syns William Beckett från The Academy Is... och Travis McCoy från Gym Class Heroes.
- I låten körar också Butch Walker, Sofia Toufa och Lindsey Blaufarb.
- Låten framfördes på TRL den 6 februari, 2007, tillsammans och "The Take Over, The Breaks Over" och "Thriller".